# أماندا عمار
أماندا عمار هي متزحلقة كندية، ولدت في 6 فبراير 1986 في ألبرتا في كندا.

## وصلات خارجية
- أماندا عمار على موقع الاتحاد الدولي للتزلج (التزلج الريفي) (الإنجليزية)
- أماندا عمار على موقع أوليمبيديا (الإنجليزية)